# Teruhiko Mashiko

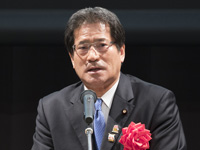
Teruhiko Mashiko (2015)

Teruhiko Mashiko (japanisch 増子 輝彦 Mashiko Teruhiko; * 8. Oktober 1947 in Kōriyama, Präfektur Fukushima, Japan) ist ein japanischer Politiker (LDP→parteilos→LDP→Shintō Mirai→NFP→Kokumin no Koe→Minseitō→DP→DFP→DVP→parteilos, vorübergehend zur LDP-Fraktion). Von 2007 bis 2022 war er Abgeordneter im Sangiin, dem Oberhaus des Nationalparlaments, für die Präfektur Fukushima.

## Leben
Mashiko, Absolvent der Waseda-Universität, wurde 1983 für Kōriyma ins Präfekturparlament Fukushima gewählt. Dort gehörte er der Fraktion der Liberaldemokratischen Partei (LDP) an. Erstmals 1986 kandidierte er für das Shūgiin, das nationale Unterhaus. Im zweiten Anlauf 1990 errang er als Unabhängiger im 1. Wahlkreis Fukushima (4 Mandate) mit dem höchsten Stimmenanteil ein Mandat. Nach seiner Wiederwahl 1993 – als LDP-Kandidat nun mit dem dritthöchsten Stimmenanteil – verließ er die Partei 1994 wieder und schloss sich der Shintō Mirai („Neue Partei Zukunft“) an, die später in der Shinshintō aufging. Nach neuem Wahlrecht wurde Mashiko 1996 abgewählt und trat 1998 der Demokratischen Partei bei. Von 2003 bis 2005 gehörte er über den Verhältniswahlblock ein drittes Mal dem Shūgiin an.
Bei der Nachwahl in Fukushima im April 2007 für den Sangiin-Sitz von Yūhei Satō (DPJ), der für die Gouverneurswahl zurückgetreten war, konnte Mashiko (mit Unterstützung von SDP und Neuer Volkspartei) den Sitz für die Demokratische Partei halten. 2010 und 2016, als die Präfektur zum Einmandatswahlkreis wurde, für die neue Minshintō wurde er wiedergewählt. Im Sangiin war er unter anderem Vorsitzender des Sonderausschusses für den Wiederaufbau nach dem Tōhoku-Erdbeben 2011 (2011–2012), des Ausschusses für Wirtschaft, Handel und Industrie (2012–2013) und des MLIT-Ausschusses (2016–2017). Im November 2017 löste er Atsushi Ōshima als Generalsekretär der Minshintō ab.
Als sich die Minshintō im Mai 2018 mit der Partei der Hoffnung zur Demokratischen Volkspartei (DVP) zusammenschloss, wurde Mashiko zum stellvertretenden Generalsekretär der Partei ernannt. Als sich im September 2020 DVP und KDP neu gruppierten, schloss sich Mashiko keiner der beiden neuen Parteien an und wurde partei- und fraktionslos. Bei der Wahl des Premierministers am 16. September 2020 stimmte er für den neuen LDP-Vorsitzenden Yoshihide Suga. Im Oktober 2020 trat er der LDP-Fraktion bei. Im April 2022 verließ er diese wieder.
Zur Sangiin-Wahl 2022 zog sich Mashiko aus der Politik zurück.